# Calvià
Calvià (hiszp. Calviá) – hiszpańska gmina na Balerach, na Majorce, w comarce Serra de Tramuntana. Graniczy z Andratx, Estellencs, Puigpunyent i Palma de Mallorca.
Powierzchnia gminy wynosi 145 km². Zgodnie z danymi INE, w 2005 roku liczba ludności wynosiła 43 499, a gęstość zaludnienia 299,99 osoby/km². Wysokość bezwzględna gminy równa jest 143 metry.
Znajdują się w niej 24 plaże. Każdego roku, do gminy przyjeżdża około 1,6 miliona turystów.

## Miejscowości
W skład gminy wchodzi 18 miejscowości, w tym miejscowość gminna o tej samej nazwie:
- Ca’s Català-Illetes – liczba ludności: 3286
- Badia de Palma – 569
- Calvià – 2269
- Es Capdellà – 900
- Costa de la Calma – 1263
- Costa d’en Blanes – 1860
- Magaluf – 3865
- Peguera – 3400
- Palma Nova – 5975
- La Porrassa – 146
- Portals Nous – 2395
- Santa Ponça – 8188
- Castell de Bendinat – 447
- Galatzó – 1466
- Portals Vells – 31
- Sol de Mallorca – 415
- Son Ferrer – 5022
- El Toro – 2002

## Demografia
- 1991 – 20982
- 1996 – 28748
- 2001 – 35977
- 2004 – 42614
- 2005 – 43499